# Ernest Beutler

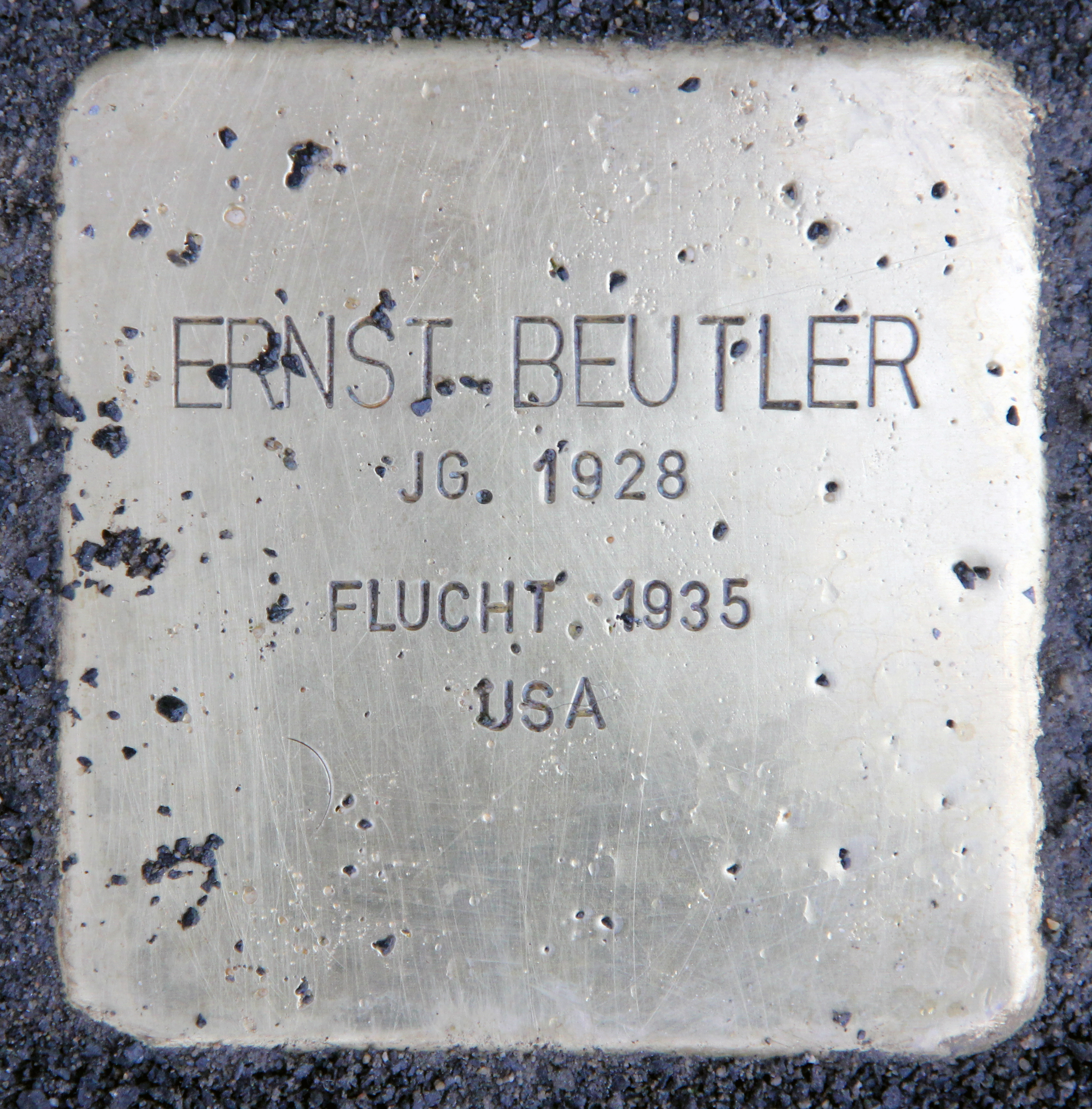
Stolperstein, Theodor-Heuss-Platz 2, in Berlin-Westend

Ernest Beutler (ursprünglich Ernst Beutler, * 30. September 1928 in Berlin; † 5. Oktober 2008 in San Diego) war ein deutsch-amerikanischer Mediziner. Er gilt als Pionier der Hämatologie.

## Leben
Ernst Beutler wurde 1928 als zweites von drei Kindern einer großbürgerlichen deutsch-jüdischen Familie in Berlin geboren. Sein Vater Alfred David Beutler (1891–1962) war Internist und seine Mutter Käthe Beutler (1896–1999), geb. Italiener, war Kinderärztin an der Charité. Seine Geschwister waren Friedrich (Frederick, geboren 1926, später Professor für Mathematik an der University of Michigan) und Ruth (geboren 1932, später als klinische Psychologin tätig, † 1993). Der Junge erhielt früh Violinunterricht durch einen Freund der Familie, den bekannten Geiger Szymon Goldberg. Als Ernst sieben Jahre alt war, emigrierte die Familie aus dem nationalsozialistischen Deutschland 1935 in die USA. Er wuchs in Milwaukee auf. In den USA amerikanisierte die Familie ihre Vornamen und aus 'Ernst' wurde 'Ernest'. Anfangs sprach Ernest nahezu kein Wort Englisch, entwickelte sich aber zu einem sehr guten Schüler und kam 1943 über ein Förderprogramm an die University of Chicago. Hier absolvierte er auch sein Medizinstudium und wurde 1950 im Alter von 21 Jahren promoviert. Während seiner Facharztausbildung arbeitete Beutler auch im Labor von Leon Jacobson, dem Entdecker des Erythropoetins.
Von 1953 bis 1955 war Beutler in der Malariaforschung der US-Streitkräfte tätig, u. a. auch in Fort Detrick. Nach einem kurzen Intermezzo an der medizinischen Fakultät der University of Chicago wurde er 1959 Leiter der Abteilung für Innere Medizin am City of Hope National Medical Center in Duarte, Kalifornien.
1979 wechselte er als Leiter der Abteilung für Molekulare und Experimentelle Medizin an das Scripps Research Institute in La Jolla. Beutler hatte diese Funktion bis zu seinem 80. Geburtstag inne. Er verstarb nur wenige Tage später.

## Werk
Das Interesse von Ernest Beutler galt der experimentellen und klinischen Hämatologie. Bei seiner Arbeit setzte er Methoden der biochemischen Genetik ein, die er zum Teil selbst entwickelte. Sein Wirken war insofern beachtenswert, als er in seiner Forschung sowohl höchst originell als auch äußerst erfolgreich arbeitete. Seine wesentlichen, nachhaltigen Beiträge betreffen die X-chromosomale Inaktivierung beim Menschen, den Erythrozytenstoffwechsel des Gesunden und von Patienten mit hereditären hämolytische Anämie, Störungen des Eisenstoffwechsels bei Eisenmangel und bei Hämochromatose, die Entwicklung von Screeningverfahren zur Entdeckung von Stoffwechselerkrankungen (Galaktosämie), und die optimale Behandlung von Lipidabbaustörungen (Morbus Gaucher). Neben seiner bedeutenden wissenschaftlichen und klinischen Tätigkeit war Beutler ein inspirierender Lehrer und Mentor, kritisch und geistreich zugleich. Er bezeichnete sich selbst als Ikonoklasten, für den der Begriff des Dogmas in der Wissenschaft und Medizin nicht existierte. Ernest Beutler war lange Jahre Mitherausgeber des Standardlehrbuchs Williams Hematology.
Zusammen mit seinem Sohn Earl entwickelte Beutler auch das erste professionelle Literaturverwaltungsprogramm (Reference Manager).

## Auszeichnungen
Ernest Beutler erhielt im Laufe seines Lebens eine große Anzahl von Ehrungen: Ernennung zum Mitglied der American Academy of Arts and Sciences (1975), der National Academy of Sciences (1976), der Association of American Physicians und des Institute of Medicine of the National Academies, ferner der Coulter Award for Lifetime Achievement of the American Society of Hematology sowie die E. Donnall Thomas Lecture and Prize; und Ph.D. honoris causa, Tel Aviv University. Beutler wurde 1975 mit dem renommierten Gairdner-Preis ausgezeichnet. Dem kanadischen Medizinpreis wird zugeschrieben, dass seine Laureaten später oft den Nobelpreis erhielten. Ernest Beutlers Sohn Bruce Beutler erhielt 3 Jahre nach dem Tod des Vaters den Nobelpreis für Medizin des Jahres 2011 gemeinsam mit Jules Hoffmann und Ralph M. Steinman zugesprochen.

## Erinnerung
Vor dem Haus Theodor-Heuss-Platz 2 in Berlin-Charlottenburg wurden am 10. Februar 2016 fünf Stolpersteine für die Familie Beutler verlegt. Bruce Beutler war dabei anwesend und hielt eine kurze Ansprache. Im April 2016 sollen in Berlin-Schöneberg weitere Stolpersteine für Familienangehörige verlegt werden.

## Trivia
Ernest Beutlers Mutter, die Kinderärztin Kaethe Beutler, behandelte in der Gemeinschaftspraxis, die sie mit ihrem Ehemann bis zu ihrer Emigration 1935 am Reichskanzlerplatz/Adolf-Hitler-Platz (heute: Theodor-Heuss-Platz) unterhielt, unter anderem den Sohn von Magda Goebbels aus deren erster Ehe, Harald Quandt.

## Veröffentlichungen (Auszug)
- E. Beutler: Clinical evaluation of iron stores. In: The New England journal of medicine. Band 256, Nummer 15, April 1957, S. 692–697, ISSN 0028-4793. doi:10.1056/NEJM195704112561506. PMID 13451920.
- E. Beutler: The effect of methemoglobin formation in sickle cell disease. In: The Journal of clinical investigation. Band 40, Oktober 1961, S. 1856–1871, ISSN 0021-9738. doi:10.1172/JCI104410. PMID 13868720. PMC 290884 (freier Volltext).
- E. Beutler, A. Sass-Kortsak, B. Thalme, L. Ernster: Drug-induced haemolytic anaemias and the mechanism and significance of Heinz body formation in red blood cells. In: Nature. Band 196, Dezember 1962, S. 1095–1097, ISSN 0028-0836. PMID 13967894.
- E. Beutler, M. Yeh, V. F. Fairbanks: The normal human female as a mosaic of X-chromosome activity: studies using the gene for C-6-PD-deficiency as a marker. In: Proceedings of the National Academy of Sciences. Band 48, Januar 1962, S. 9–16, ISSN 0027-8424. PMID 13868717. PMC 285481 (freier Volltext).
- E. Beutler, C. Mathai: Role of haemoglobin in the protection of reduced glutathione against destruction by 'oxidant' drugs. In: Nature. Band 205, Nummer 976, März 1965, S. 1121–1122, ISSN 0028-0836. PMID 5833219.
- E. Beutler, Z. Collins, L. E. Irwin: Value of genetic variants of glucose-6-phosphate dehydrogenase in tracing the origin of malignant tumors. In: The New England Journal of Medicine. Band 276, Nummer 7, Februar 1967, S. 389–391, ISSN 0028-4793. doi:10.1056/NEJM196702162760706. PMID 6017245.
- J. C. Kaplan, E. Beutler: Hexokinase isoenzymes in human erythrocytes. In: Science. Band 159, Nummer 811, Januar 1968, S. 215–216, ISSN 0036-8075. PMID 4383736.
- K. G. Blume, E. Beutler: Purification and properties of galactokinase from human red blood cells. In: The Journal of biological chemistry. Band 246, Nummer 21, November 1971, S. 6507–6510, ISSN 0021-9258. PMID 4943674.
- E. Beutler, K. G. Blume, K. J. Bross, R. K. Chillar, O. B. Ellington, J. L. Fahey, M. J. Farbstein, G. M. Schmidt, W. E. Spruce, M. A. Turner: Bone Marrow Transplantation as the treatment of choice for "good risk" adult patients with acute leukemia. In: Transactions of the Association of American Physicians. Band 92, 1979, S. 189–195, ISSN 0066-9458. PMID 398617.
- D. A. Carson, D. B. Wasson, E. Beutler: Antileukemic and immunosuppressive activity of 2-chloro-2'-deoxyadenosine. In: Proceedings of the National Academy of Sciences. Band 81, Nummer 7, April 1984, S. 2232–2236, ISSN 0027-8424. PMID 6585795. PMC 345472 (freier Volltext).
- E. Beutler: Reference manager. In: Science. Band 237, Nummer 4817, August 1987, S. 824, ISSN 0036-8075. doi:10.1126/science.237.4817.824. PMID 17771371.
- E. Beutler: Gaucher's disease. In: The New England Journal of Medicine. Band 325, Nummer 19, November 1991, S. 1354–1360, ISSN 0028-4793. doi:10.1056/NEJM199111073251906. PMID 1922238. (Review).
- E. Beutler: Glucose-6-phosphate dehydrogenase deficiency: a historical perspective. In: Blood. Band 111, Nummer 1, Januar 2008, S. 16–24, ISSN 0006-4971. doi:10.1182/blood-2007-04-077412. PMID 18156501.
- X. Du, E. She, T. Gelbart, J. Truksa, P. Lee, Y. Xia, K. Khovananth, S. Mudd, N. Mann, E. M. Moresco, E. Beutler, B. Beutler: The serine protease TMPRSS6 is required to sense iron deficiency. In: Science. Band 320, Nummer 5879, Mai 2008, S. 1088–1092, ISSN 1095-9203. doi:10.1126/science.1157121. PMID 18451267. PMC 2430097 (freier Volltext).